# Do You Wanna Start a War
Do You Wanna Start a War è il sesto album in studio del gruppo musicale heavy metal statunitense Fozzy, pubblicato nel 2014.

## Tracce
1. Do You Wanna Start a War – 3:41
2. Bad Tattoo – 4:01
3. Lights Go Out – 3:12
4. Died With You – 3:32
5. Tonite (feat. Michael Starr) – 3:31
6. Brides of Fire – 4:02
7. One Crazed Anarchist – 4:00
8. Unstoppable (feat. Christie Cook) – 3:51
9. Scarecrow – 3:37
10. No Good Way – 3:46
11. SOS (ABBA cover) – 3:17
12. Witchery – 4:50

## Formazione
- Chris Jericho – voce
- Rich Ward – chitarra, cori
- Paul Di Leo – basso
- Frank Fontsere – batteria
- Billy Grey – chitarra